# Sebastian Ko

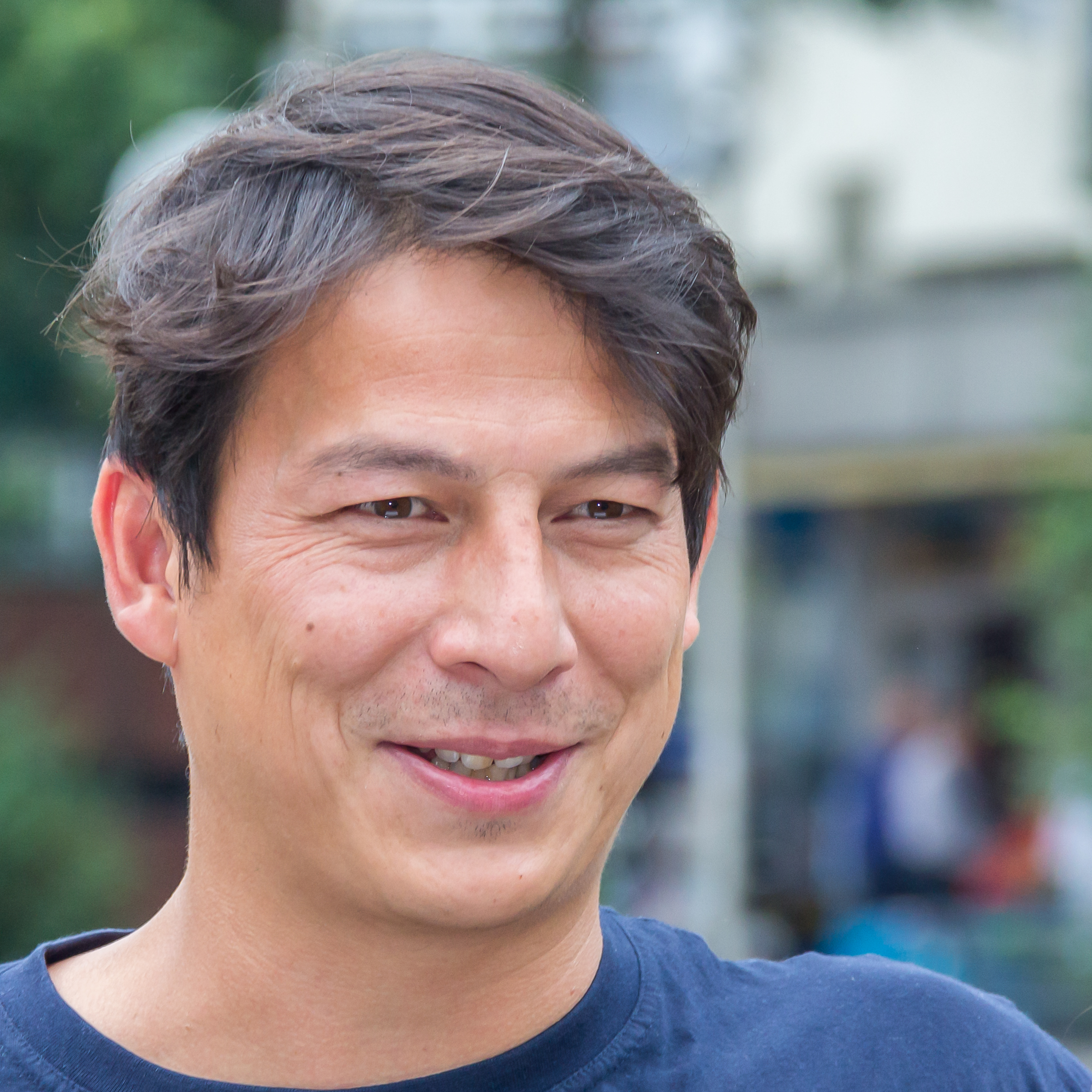
Sebastian Ko

Sebastian Ko (* 1971 in Walsrode) ist ein deutscher Regisseur, Drehbuchautor und Filmproduzent.

## Biografie
Ko wuchs in Bremerhaven auf und machte dort sein Abitur. Ab 1991 studierte er Theater-, Film- und Fernsehwissenschaft in Köln. 1997 machte er seinen Abschluss als Magister und übernahm danach unterschiedliche Jobs. Kurze Zeit später begann er, eigene Kurzfilme zu drehen, und arbeitete als Regieassistent für WDR-Hörspiele. 1999 begann er ein zweites Studium im Bereich Regie an der Filmuniversität Babelsberg, das er 2005 abschloss. Zudem ist er als Filmkritiker für 1 Live und andere Radiosender aktiv. Mit Ladybug inszenierte er 2005 seinen ersten Spielfilm.

## Filmografie
- 2005: Ladybug
- 2014: Wir Monster
- 2015: Tatort: Kartenhaus
- 2016: Tatort: Wacht am Rhein
- 2017: Alarm für Cobra 11 – Die Autobahnpolizei (Fernsehserie, drei Folgen)
- 2018: Tatort: Mitgehangen
- 2019: Tatort: Weiter, immer weiter
- 2019: Helen Dorn: Nach dem Sturm
- 2020: Helen Dorn: Atemlos
- 2020: Kein einfacher Mord
- 2021: Tatort: Heile Welt
- 2022: Geborgtes Weiß
- 2022: Ostfriesensühne
- 2023: Tatort: Donuts
- 2023: Tatort: Cash
- 2024: Tatort: Stille Nacht